# Криптовалюта

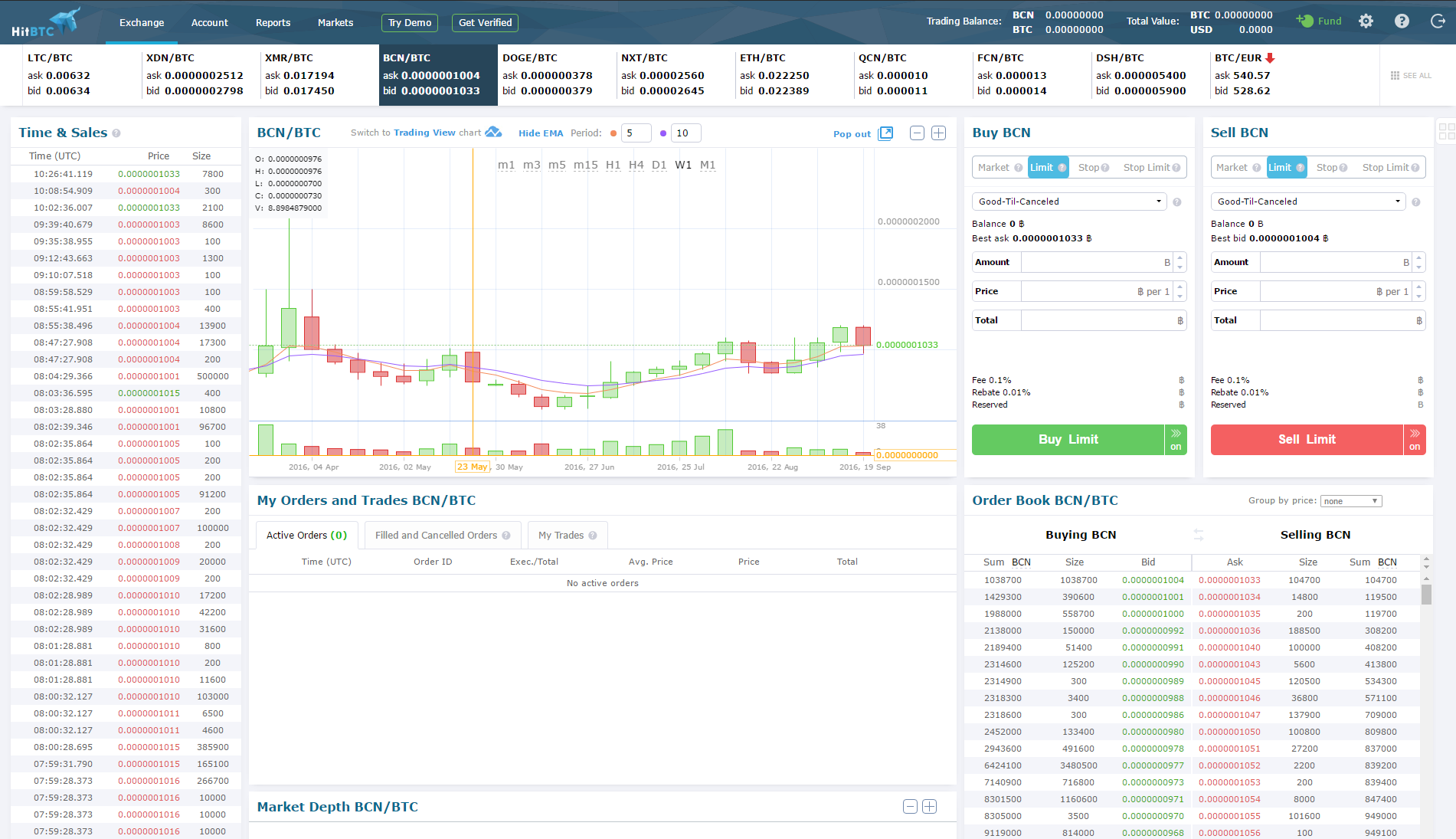
Вікно терміналу обміну криптовалюти HitBTC

Криптовалюта (від англ. Cryptocurrency) — різновид цифрової валюти, емісія та облік якої виконується децентралізованою платіжною системою повністю в автоматичному режимі (без можливості внутрішнього або зовнішнього адміністрування, зокрема і державними органами). Принциповою особливістю криптовалют є збереження інформації у блокчейні, де асиметричне шифрування використовується для перевірки повноважень, а інші криптографічні методи — як доказ виконаної роботи та/або Proof-of-stake.
Першою криптовалютою був Біткойн, який з'явився у 2009 році. Станом на червень 2023 року на ринку існувало понад 25 тисяч інших криптовалют, серед яких лише трохи більше 40 мають ринкову капіталізацію, яка перевищує 1 млрд $.
Упродовж свого існування криптовалют професійні економісти та інвестори, наприклад Воррен Баффет, вважають криптовалюти спекулятивною бульбашкою[⇨].

## Короткий огляд

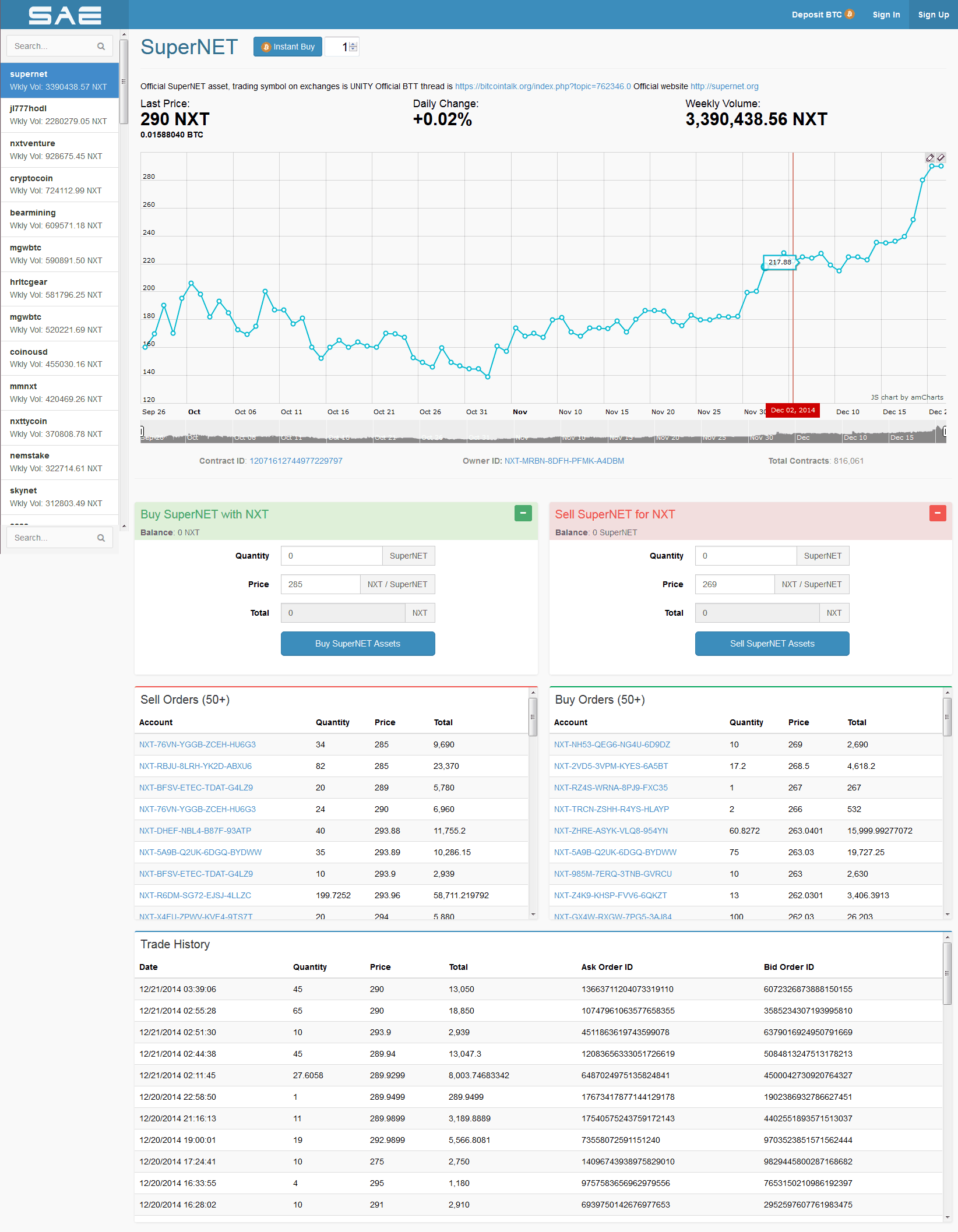
Обмін Nxt

Кожна криптовалюта побудована за технологією блокчейн. Першою криптовалютою став Біткойн, створений розробником або групою розробників під псевдонімом Сатосі Накамото 2009 року.
Криптовалюти не мають центрального органу управління. Усі операції перевіряються мережею учасників, тобто іншими користувачами. Кожна операція комплектується з іншими для формування блоку, з яких складається безперервний ланцюг. Кожен блок має криптографічне посилання на попередника, що робить неможливим зміну інформації в одному блоці без необхідності внесення змін в усі наступні. Тому підробити або скасувати запис неможливо або дуже витратно.
До липня 2013 року програмне забезпечення всіх криптовалют, крім XRP (Ripple), базувалося на коді системи Bitcoin. Потім стали з'являтись незалежно розроблені платформи, які мають додаткові функції. До таких криптоплатформ відносяться BitShares, Mastercoin, Nxt; анонсуються й інші платформи.
У криптовалютах немає примусового повернення платежів, бо немає адміністрування, кошти не можуть бути примусово заморожені або вилучені без доступу до приватного ключа власника. Однак є можливості укладання угод за участю посередника, коли для завершення або скасування угоди потрібна згода всіх трьох або довільних двох сторін. Учасники угоди можуть добровільно тимчасово взаємно блокувати свої кошти як заставу. Точніше, криптовалюта буде перерахована на спеціальний рахунок, для розпорядження яким потрібна згода всіх або кількох сторін. При цьому будь-яка сторона самостійно не спроможна виконати будь-яку операцію.
Як правило, у криптовалют є верхня межа загального обсягу емісії. Однак у деяких криптовалютах, таких як PPCoin, Novacoin, Sifcoin та інших, відсутня фіксована верхня межа загального обсягу емісії і можлива як емісія за рахунок наявних накопичень, так і демісія шляхом обов'язкового знищення невеликої фіксованої суми в кожній транзакції.
Всі криптовалюти використовуються псевдонімно — зміст транзакцій відкритий, не шифрований, але в них є інформація лише про номери рахунків і немає інформації про власників цих рахунків. Проте особу користувача може бути встановлено, якщо відома необхідна додаткова інформація. Ведуться розробки, де планується замінити псевдонімність на анонімність.

## Історія

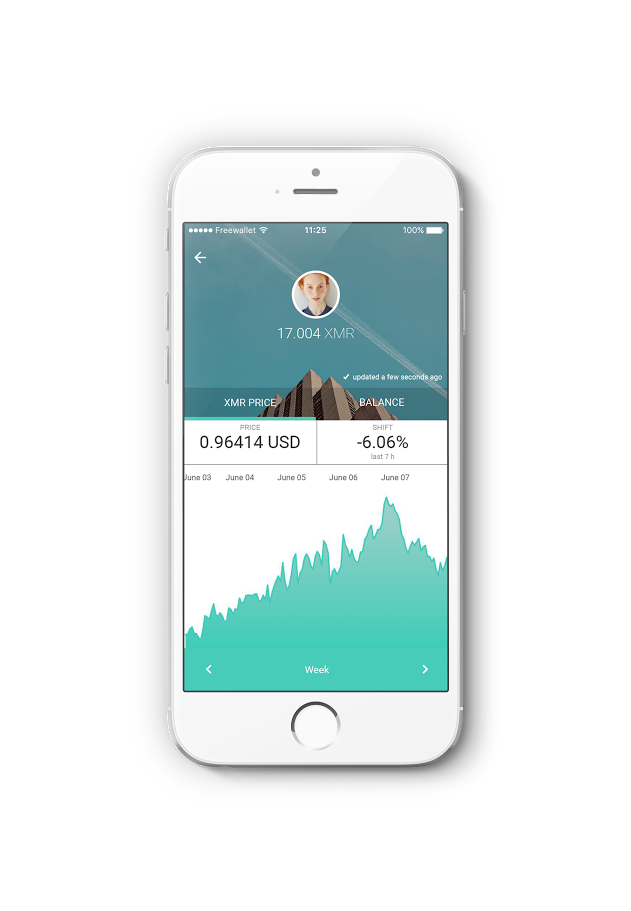
Гаманець Monero у мобільному телефоні

Криптографія з метою конфіденційних платежів почала використовуватися з 1990 року в системі DigiCash Девіда Чома, компанія якого збанкрутувала в 1998 році. Однак, його платіжна система була централізованою, а вперше термін «криптовалюта» почав використовуватися після появи пірингової платіжної системи Bitcoin, яка була розроблена в 2009 році людиною або групою осіб під псевдонімом Сатосі Накамото і використовує хешування SHA-256 і систему proof-of-work.
Пізніше з'явилися інші незалежні від Bitcoin криптовалюти, звані форками Bitcoin: Namecoin (децентралізована DNS, що використовує однойменну криптовалюту для реєстрації внутрішніх доменів .bit), Litecoin (використовує хешування Scrypt, збільшена верхня межа загальної емісії, зменшено час підтвердження транзакцій), PPCoin (використовує гібридний механізм proof-of-work / Proof-of-stake, не має верхньої межі на загальний обсяг емісії), Novacoin (аналогічна PPCoin, але використовує scrypt і зменшені коефіцієнти, пов'язані з емісією).
Також було створено безліч інших форків, але більшість з них не мають в собі нічого нового (або є точною копією Bitcoin, або їхні відмінності обмежуються тільки значеннями межі і швидкості емісії та/або алгоритмом хеш — функції) і не набули широкого поширення.
Більшість таких форків з'явилося на тлі двох великих, що супроводжуються підвищеною увагою з боку ЗМІ, бульбашок на ринку Bitcoin в 2011 і 2013 роках.
2018 року австралійське місто Агнес Вотерс стало першим містом у світі, де дозволили розрахунки у криптовалюті. У місті можна розплатитися біткойнами, Bitcoin Cash (Bitcoin.Cash), ефіром (ETH/USD), лайткоїнами (LTC/USD) і NEM. Також, у співпраці із керівництвом Французької Полінезії, громадська організація, що складається з благодійників, науковців та інвесторів, працює над створенням альтернативи сучасним країнам — проєкту «Плавучий острів» (Floating Island Project). Ця програма передбачає створення штучного острова, де розташовуватимуться будинки для 300 жителів. Утворення матиме власний уряд, а місцевими грошима буде криптовалюта Varyon.
За перші пів року 2018 хакери викрали криптовалюти на $1 млрд. За період з січня 2017 року — по вересень 2018 року тільки північнокорейські хакери вкрали з іноземних бірж криптовалюти на $0,5 млрд (за даними ООН).
У червні 2020 року американський співак і репер сенегальського походження Akon в інтерв'ю для Bloomberg заявив, що наступного місяця планує випустити власну криптовалюту Akoin.

### 2020
26 вересня одна з найбільших криптобірж KuCoin повідомила про злам. За одними даними, було вкрадено $150 млн, за іншими — $280 млн. Біржа пообіцяла повернути кошти клієнтам, частину вкрадених коштів (до $130 млн) вдалося заморозити. Це значно більше, ніж пограбування Binance у 2019, коли було вкрадено $70 млн.
2 грудня Верховна Рада України прийняла в першому читанні закон Про віртуальні активи. В ньому легалізується статус криптовалют, майнінг та інші дотичні речі. Проєкт закону був поданий на розгляд Верховної Ради України ще 11 червня 2020 року.

### 2021
19 квітня Туреччина ввела заборону на криптовалюти, як виняток, дозволивши лише деяким банкам вносити турецьку ліру на криптовалютні біржі, але без надання послуг депозиту чи виведення грошей звідти.
Наприкінці вересня КНР повністю заборонив будь-які операції криптовалютами, назвавши їх незаконною фінансовою діяльністю.

### 2022
15 березня Президент України Володимир Зеленський підписав Закон «Про віртуальні активи».
На фоні повномасштабного вторгнення РФ до України, влада України почала активну співпрацю з представниками криптосектору. На початку травня Володимир Зеленський заявив про створення глобальної ініціативи United24, в рамках якої країни, бізнес та небайдужі люди могли зробити пожертви на підтримку України під час війни як у звичайних валютах, так і у криптовалюті. Протягом першого тижня було зібрано понад $25 млн.

### 2024
Станом на 15 січня, згідно повідомлення видання CoinGecko, з понад 24 тис. криптовалют, що були зареєстровані з 2014 року, 14 039 вже припинили своє існування. Найбільше «мертвих» криптовалют з’явилося в період найбільшого попиту на ринку у 2020-2021 роках. За цей час було запущено 14 244 активи, з яких 7530 (53,6 %) вже припинили існування. Найбільш невдалим роком став 2021 рік, коли з 8160 нових криптовалют 5724 (70 %) було закрито.

### 2025
18 січня стало відомо, що новообраний Президент США Дональд Трамп оголосив про випуск власного мемкойна — токена $TRUMP. З самого початку було емітовано мільярд монет, з яких станом на 20 січня 2025 року були розпродані 200 млн. За наступні три роки планується розпродати решту. Токен був запущений на блокчейні Solana. На старті одна монета коштувала 18 центів. На 20 січня іх ціна перевищила $60.
19 січня мемкойн $TRUMP досяг значного зростання та за два дні токен виріс на понад 70$. Зазначається, що його капіталізація склала приблизно $14,42 млрд, завдяки чому він вийшов на 12 місце найбільших криптовалют світу.
21 лютого сервіс обміну Bybit (штаб-квартира в Дубаї) повідомив про те, що хакери вкрали криптовалюти «ефір» на майже $1,5 млрд. Як повідомив телеканал Bloomberg, це є найбільшою крадіжкою криптовалюти за всю історію індустрії.

## Придбання та обмін
Існують різні способи отримання криптовалют online. Нові (емітовані) кількості зазвичай розподіляються за встановленими процедурами, специфічними для кожної з криптовалют (майнінг, форжинг, ICO). Майнінг і форжинг спрямовані на побудову блокчейну: творці нових блоків нагороджуються деякою кількістю емітованої криптовалюти і при цьому зазвичай не існує іншого шляху введення її в обіг. ICO є способом залучення фінансування через продаж партій нової криптовалюти, які спочатку були згенеровані і отримані організатором ICO.
Після початкового розподілу нової емісії інші бажаючі можуть отримати криптовалюту від тих, хто нею вже володіє — в обмін на звичайні гроші, або за надані товари або послуги, або як пожертвування або як позику. Обмін можна проводити безпосередньо між зацікавленими особами без посередників або за допомогою будь-якої з численних майданчиків обміну цифрових валют.

## Азартні ігри
Існують щонайменше 20 криптовалют, що використовуються для організації азартних ігор, зокрема, в блокчейн-казино. 10 вересня 2020 року їхня сумарна капіталізація перевищила $150 млн. Щоденні обсяги торгів такими валютами перевищують $3 млн на день.

## Цінність
Люди завжди цінували корисні і незамінні речі. Корисна річ завжди має попит і ціну. Первісна вартість криптовалюти — це вартість витраченої електроенергії. Вторинну вартість визначає попит на цю криптовалюту. Попит може бути трьох видів:
1. Спекулятивно-інвесторський (купівля криптовалюти в надії продати її дорожче);
2. Купівля товару (за криптовалюту);
3. Переказ криптовалюти на інший рахунок без комісії (або менше 0,1 %).

Також важливу роль у ціноутворенні відіграє кінцева або заключна емісія криптовалют.

## Список
Перелік найбільш популярних криптовалют. Загальна їх кількість наприкінці листопада 2013 перевищувала 80. Станом на січень 2018 р. кількість криптовалют становила 1448 одиниць.
Станом на початок 2021 року вартість основних криптовалют сягнула трохи більше $1 трлн. Основна частина припадала на біткойни, вартість яких сягнула майже $40 тис за одиницю, а вартість всіх біткойнів у обігу перевищила $700 млрд. Вартість Ether сягнула майже $140 млрд, вартість Tether — 22 млрд, Litecoin — $11 млрд та Bitcoin Cash — $8 млрд.
| Валюта   | Код      | Рік появи | Автор            | Активність | Сайт                                                         | Ринкова капіталізація (березень 2015) | Хеш                                     | Примітка |
| -------- | -------- | --------- | ---------------- | ---------- | ------------------------------------------------------------ | ------------------------------------- | --------------------------------------- | --- |
| Bitcoin  | BTC, XBT | 2009      | Satoshi Nakamoto | Так        | bitcoin.org [Архівовано 2 вересня 2021 у Wayback Machine.]   | ~ 3.7 мільярдів USD                   | SHA-256                                 | Перша і найпопулярніша криптовалюта, proof-of-work                                                                |
| Litecoin | LTC      | 2011      | Coblee           | Так        | litecoin.org [Архівовано 28 грудня 2021 у Wayback Machine.]  | ~ 68 мільйонів USD                    | Scrypt                                  | proof-of-work |
| Namecoin | NMC      | 2011      | Vinced           | Так        | dot-bit.org                                                  | ~ 5 мільйона USD                      | SHA-256                                 | proof-of-work. Створена для використання як децентралізована DNS для утруднення інтернет-цензури.                 |
| Ripple   | XRP      | 2011      | Ripple Labs Inc. | Так        | ripple.com [Архівовано 23 березня 2021 у Wayback Machine.]   | ~ 342 мільйони [[USD]                 | Н/Д                                     | Платіжна система, біржа цифрових активів і криптовалюти. Вихідний код не заснований на коді Bitcoin.              |
| Peercoin | PPC      | 2012      | Sunny King       | Так        | ppcoin.org [Архівовано 20 листопада 2013 у Wayback Machine.] | ~ 8 мільйона USD                      | SHA-256                                 | гібридний механізм proof-of-work / proof-of-stake, не має верхньої межі на загальний обсяг емісії.                |
| Quark    | QRK      | 2013      | Max Guevara      | Так        | qrk.cc [Архівовано 21 грудня 2021 у Wayback Machine.]        | ~ 400 тисяч USD                       | (blake, Bmw, Grøstl, JH, Keccak, Skein) | Підтвердження транзакцій відбувається за 30 секунд. Гібридний механізм proof-of-work / proof-of-stake [уточнити]. |
| NXT      | NXT      | 2013      | BCNext           | Так        | nxt.org [Архівовано 29 липня 2017 у Wayback Machine.]        | ~ 12 мільйони USD                     | SHA-256                                 | Proof-of-stake. Створена для використання як платіжний інструмент на децентралізованої платформі Nxt.             |

Лідери криптовалют змінюються трохи не щомісяця, але постійними резидентами топ-10 є Біткойн, Ethereum, Ripple та NEM.

## Основні ринки
Станом на 2015 р. найбільшими майданчиками торгів для різних криптовалют є BTC-e, Coinbase, Mcxnow, Cryptsy і Vircurex. Великими майданчиками, орієнтованими тільки на Bitcoin, є Bitfinex, BitStamp і BTC China.
Однак, BTC-e припинив роботу 25 липня 2017 року після затримання адміністратора цієї біржі, Олександра Вінника (англ. Alexander Vinnik, рос. Александр Винник) в Греції, в курортному регіоні Халкідікі неподалік від Салонік. Вінника підозрюють в участі у злочинній групі, яка відмивала гроші, отримані незаконним шляхом, протягом кількох років. Відбувши частину терміну у грецькій в’язниці, а потім пройшовши судовий розгляд у Франції, Вінника у 2022 році було екстрадовано до США.
Станом на 2018 р. найбільшими майданчиками торгів є Coinbase, Bitfinex, BitStamp, Bittrex. Майданчики-лідери весь час змінюються в залежності від коливань ринку. Так свого часу лідерами по черзі були японські, китайські та корейські біржі.

## Заключна емісія криптовалют
Основні криптовалюти засновані на межі загального обсягу емісії:
- (BTC) Bitcoin — 21 мільйон монет;
- (LTC) Litecoin — 84 мільйони монет.

## Критика
- Розробник клієнта мережі Bitcoin Ґевін Андріс висловив занепокоєння тим, що деякі криптовалюти можуть бути шахрайськими[47].
- Один з найуспішніших та найбагатших інвесторів у світі Воррен Баффет висловив таку думку про криптовалюти: «Дивіться, ось я відриваю ґудзик, і ми використовуємо його, як невеликий токен. Я пропоную вам його за $1000 і сподіваюся, що під кінець дня він виросте до $2000. Люди, звичайно, будуть створювати їх (такі токени) у величезних кількостях. Це інструмент для азартних ігор, з ним пов'язано багато шахрайства, і люди втрачали великі гроші»[48].
- Білл Гейтс вважає, що криптовалюти, зокрема й NFT, повністю ґрунтуються на «пошуку більшого дурня»[en][49].
- Криптовалюти порівнюють з схемами Понці, пірамідами[50] та економічними бульбашками[51].
- Криптовалюта, як нова технологія, привертає увагу як інвесторів, так і зловмисників. Незважаючи на великий потенціал блокчейн-технології, існують ризики, пов'язані з шахрайством з криптовалютою[52]. Подібні факти фіксуються в розвинених країнах світу, у тому числі в США[53][54].
- Є багато прикладів величезних втрат та банкрутств через злам систем безпеки, наприклад крах Mt. Gox[55], втрати в Tether[56], Bitcoin Gold[57], Coincheck[58] тощо, а також фінансового шахрайства, як-от збанкрутілі Celsius Network чи FTX. Звіт для ЄС стверджує, що користувачі втрачають криптоактиви на сотні мільйонів доларів США через злами сервісів обміну криптовалют[59].
- Дослідження Forbes 2022 року показало, що більше половини всього заявленого обсягу торгів біткойнами на 157 сервісах обміну криптовалют має ознаки «вош-трейдингу»[en], спрямованого на маніпулювання ціною криптовалют[60][61].
- Також криптовалюти, як і звичайна готівка, систематично використовуються для відмивання грошей[62][63] та обходу санкцій[64][65].
- Банк міжнародних розрахунків у частині V свого річного звіту за 2018 рік підсумував критику криптовалют, а саме нестабільність цін, високе споживання енергії, висока й мінлива комісія, шахрайство на сервісах обміну, вразливість до знецінення через розгалуження різних версій (форкінг) і вплив майнерів[66][67][68].